# Sky Wheel
A Sky Wheel (kínai: 摩天輪) egy 88 méter magas óriáskerék, mely a tajvani Janfusun Fancyworld vidámparkban található.
A Sky Wheel Tajvan legmagasabb óriáskereke, ezt követi 70 méteres társa a Miramar Entertainment Park központ tetején. A kerék 50 kapszulája egyenként nyolc ember befogadására képes, és 15 perc alatt tesz meg egyetlen fordulatot.